# Acronychia
Acronychia, biljni rod u porodici rutovki. Pripada mu pedesetak vrsta raširenih po tropskoj i suptropskoj Aziji i jugozapadnom Pacifiku, uključujući Australiju.
Tipična vrsta je A. laevis drvo u tropskim biomima Queenslanda i Nove Kaledonije.

## Vrste
1. Acronychia aberrans T.G.Hartley
2. Acronychia acidula F.Muell.
3. Acronychia acronychioides (F.Muell.) T.G.Hartley
4. Acronychia acuminata T.G.Hartley
5. Acronychia arfakensis Gibbs
6. Acronychia baeuerlenii T.G.Hartley
7. Acronychia brassii T.G.Hartley
8. Acronychia carrii T.G.Hartley
9. Acronychia cartilaginea T.G.Hartley
10. Acronychia chooreechillum (F.M.Bailey) C.T.White
11. Acronychia crassipetala T.G.Hartley
12. Acronychia cuspidata Lauterb.
13. Acronychia dimorphocalyx T.G.Hartley
14. Acronychia emarginata Lauterb.
15. Acronychia eungellensis T.G.Hartley & B.Hyland
16. Acronychia foveata T.G.Hartley
17. Acronychia glauca T.G.Hartley
18. Acronychia goniocarpa Merr. & L.M.Perry
19. Acronychia gurakorensis T.G.Hartley
20. Acronychia imperforata F.Muell.
21. Acronychia intermedia T.G.Hartley
22. Acronychia kaindiensis T.G.Hartley
23. Acronychia laevis J.R.Forst. & G.Forst.
24. Acronychia ledermannii Lauterb.
25. Acronychia littoralis T.G.Hartley & J.B.Williams
26. Acronychia macrocalyx T.G.Hartley
27. Acronychia montana T.G.Hartley
28. Acronychia murina Ridl.
29. Acronychia normanbiensis T.G.Hartley
30. Acronychia oblongifolia (A.Cunn. ex Hook.) Endl. ex Heynh.
31. Acronychia octandra (F.Muell.) T.G.Hartley
32. Acronychia papuana Gibbs
33. Acronychia parviflora C.T.White
34. Acronychia pauciflora C.T.White
35. Acronychia pedunculata (L.) Miq.
36. Acronychia peninsularis T.G.Hartley
37. Acronychia pubescens (F.M.Bailey) C.T.White
38. Acronychia pullei Lauterb.
39. Acronychia reticulata Lauterb.
40. Acronychia richards-beehleri Takeuchi
41. Acronychia rubescens Lauterb.
42. Acronychia rugosa T.G.Hartley
43. Acronychia schistacea T.G.Hartley
44. Acronychia similaris T.G.Hartley
45. Acronychia smithii T.G.Hartley
46. Acronychia suberosa C.T.White
47. Acronychia trifoliolata Zoll. & Moritzi
48. Acronychia vestita F.Muell.
49. Acronychia wabagensis T.G.Hartley
50. Acronychia wilcoxiana (F.Muell.) T.G.Hartley
51. Acronychia wisseliana T.G.Hartley